# Lissochlora flavifimbriata
Lissochlora flavifimbriata är en fjärilsart som beskrevs av W. Warren 1897. Lissochlora flavifimbriata ingår i släktet Lissochlora och familjen mätare. Inga underarter finns listade i Catalogue of Life.